# Parabrisinga
Parabrisinga is een geslacht van zeesterren uit de familie Brisingidae. De wetenschappelijke naam werd in 1943 voorgesteld door Ryoji Hayashi. Sommige auteurs beschouwen de naam van de typesoort, en daarmee dus ook de naam van het geslacht, als een nomen dubium, ondanks de vrij uitgebreide, met vijf figuren en twee foto's geïllustreerde beschrijving. Ailsa M. Clark en Christopher L. Mah (in Jangoux & Lawrence; 2001) veronderstellen dat Hayashi de pylorische maag heeft verward met de gonaden, die hij als differentiërend kenmerk met andere geslachten noemde. Het holotype, waarvan de typelocatie niet met zekerheid bekend is, is zoek, dus het kan niet gecheckt worden.

## Soort
- Parabrisinga pellucida Hayashi, 1943